# José Ramón Machado Ventura
José Ramón Machado Ventura (San Antonio de Las Vueltas, 26 de outubro de 1930) é um médico e político cubano, notório membro do Partido Comunista Cubano.
Foi vice-presidente do Conselho de Estado da República de Cuba de 24 de fevereiro de 2008 a 24 de fevereiro de 2013, quando foi substituído por Miguel Díaz-Canel.

## Histórico
Doutor em Medicina pela Universidade de Havana. Durante a ditadura de Fulgêncio Batista, foi um membro ativo da Federação Estudantil Universitária. Posteriormente, revolucionário, tornou-se um membro destacado do Movimento 26 de Julho, formando frentes com o exército rebelde em Serra Maestra. Lutou também ao lado dos revolucionários Che Guevara e Fidel Castro.
Membro do Comitê Central do Partido Comunista Cubano desde sua formação, e chefe do Departamento de Organização desde 1990. Foi também deputado na Assembléia Nacional do Poder Popular. É um dos mais antigos membros do Conselho de Estado cubano, tendo integrado-se a ele na sua primeira legislatura, em 1976. Ocupou também outros cargos, como Ministro da Saúde Pública de Cuba, de 1960 a 1967.

## Vice-presidência
Desde a delegação de poderes de Fidel Castro, em 31 de julho de 2006, foi designado para atender aos principais problemas da direção política do Estado à frente do Partido Comunista Cubano.
Em 24 de fevereiro de 2008, foi eleito vice-presidente de Cuba, onde se destacou à frente de projetos de impulsão do Estado.